# Офшорний аутсорсинг
Офшорний аутсорсинг (англ. offshore outsourcing) — один з видів аутсорсингу, який передбачає передачу некритичних для бізнесу процесів компаніям, що знаходяться в географічному віддаленні. Іншими словами — це взаємовигідне співробітництво компаній, при якій фізичне розташування офісів кожної з них не має значення. Найзначущішою при цьому є економія за рахунок різного рівня оплати праці.

## Види офшорного аутсорсингу
- Винос другорядних служб підтримки інфраструктури (ITO-infrastructure technology outsourcing)
- Винос некритичних для бізнесу процесів, що вимагають великого обсягу щодо некваліфікованої праці (BPO-business process outsourcing)
- Розробка програмного забезпечення на замовлення (Software R & D, Application Development)

## Світовий ринок офшорного аутсорсингу
Щорічний обіг ринку офшорного аутсорсингу становить ≈ 315 млрд доларів (ITO — $ 160 млрд, BPO — $ 140 млрд, Software R & D — $ 15 млрд). Найсильнішу позицію на ринку офшорного аутсорсингу займають Індія (офшорний аутсорсинг послуг) і Китай (офшорний аутсорсинг промислового виробництва) . Крім того, сильні позиції займають Росія (розробка ПЗ), Пакистан (розробка ПЗ, аутсорсинг послуг), Бангладеш (ІТ та розробка послуг), Болгарія (розробка ПЗ), Україна (розробка ПЗ), Білорусь (розробка ПЗ), Румунія (розробка ПЗ), Філіппіни (офшорний аутсорсинг послуг), Єгипет (офшорний аутсорсинг послуг і розробка ПЗ).

## Дослідження індустрії офшорного аутсорсингу в Україні
Дослідження показує, що за останні три роки Україна, без сумніву, стала найпривабливішою ціллю для аутсорсингу в Східній Європі. Будучи другою за кількістю населення після Росії, а також завдяки радянській науковій спадщині і прагненню підприємців до успіху, країна може похвалитися найшвидше зростаючою індустрією розробки програмного забезпечення.
Згідно з даними goaleurope.com, провідного експерта російського та східноєвропейського ринків програмного забезпечення, офшорний аутсорсинговий ринок в Україні зріс у 2006 році на 47%, при цьому щорічно на ринку праці з'являється 30.000 випускників вузів — фахівців у сфері IT-послуг. Недостатня інтеграція з Європейським Союзом стримує зростання цін і виїзд IT-професіоналів із країни. Відомо, що Польща й інші нові держави-члени ЄС шукають кваліфіковані IT-ресурси в Україні.
Німеччина також визнає можливості аутсорсингу в Україні — німецькі замовники (60 у цілому) використовують 6% всіх офшорних аутсорсингових ресурсів України.
Індустрія виграє завдяки безвізовому режиму з Євросоюзом і Північною Америкою та географічній близькості до Європи, але в той же час у країні недавно відбувалися часті зміни в уряді. Доки зміни в уряді не впливають на бізнес у сфері аутсорсингу, державна політика в цій сфері, як, наприклад, збільшення витрат на освіту до 6,5% ВВП, відіграє позитивну роль для довгострокових перспектив індустрії по розробці програмного забезпечення.
Індустрія добре розвинена в Києві, де працевлаштовано більше 50% усіх фахівців у сфері розробки програмного забезпечення, але водночас швидко розвивається у Львові і Харкові. Аутсорсингова індустрія досить розрізнена. З 70 опитаних компаній тільки в сімох у 2006 році працювало більше 300 осіб, у той час як 21 компанія нараховувала 100 і більше співробітників.
Також на даний момент Україна виходить на світовий ІТ ринок як потужний центр дослідження та розробки (Software R & D), налічуючи понад 1000 компаній, що займаються розробкою програмного забезпечення. Зокрема, свої центри на території країни вже створили такі відомі компанії як Ericsson, Oracle, Samsung та Siemens. 

## Сьогодення і майбутнє офшорного аутсорсингу в Європі
У 2008 році в ході дослідження тенденцій офшорного аутсорсингу в Європі фахівці Ernst & Young опитали понад 600 осіб, що приймають найважливіші рішення в найбільших європейських компаніях з оборотом не менш 100 мільйонів євро. У ході дослідження були отримані такі результати:
- 70% опитаних повідомили про те, що передають хоча б один зі своїх бізнесів-процесів на розробку в країни з нижчою вартістю праці;
- 49% опитаних погодилися із твердженням, що офшорний аутсорсинг служить ефективним інструментом скорочення витрат компанії;
- 33% назвали підвищення якості товарів і послуг за рахунок наймання сторонніх фахівців;
- Інформаційні технології / телекомунікації (68%), технічне обслуговування (76%) і логістика (73%) були названі найбільшими сегментами європейського аутсорсингу;
- Найвищий рівень впровадження аутсорсингу спостерігається в Бельгії (81% компаній), а найнижчий — у Франції (63%);
- Фінансова сфера є найбільш зрілою й адаптованою до використання аусорсингу. Банківська сфера є найбільш орієнтованою на впровадження ІТ і телекомунікаційного аутсорсингу (ріст популярності даної галузі склав 75%);
- Основними користувачами офшорної моделі ведення бізнесу є середні й мультинациональні компанії;
- Більшість учасників опитування оцінили свій досвід, пов'язаний з використанням офшорного аутсорсингу, як позитивний;
- 20% європейських компаній відзначили, що планують збільшити частку офшора в найближчі два роки.

Як повідомляють фахівці Ernst & Young, основною причиною збільшення, що очікується, частки офшорного аутсорсингу в Європі в найближчі два роки є конкуренція, що підсилилася, на світовому ринку й ріст курсу євро. Очікується, що традиційно вертикально-інтегровані бізнес-процеси будуть розбиті на фрагменти й частково передані на аутсорсинг. Це дозволить європейським компаніям збільшити свої доходи й обсяги виробництва. Будучи ефективним інструментом керування бізнес-процесами, офшорний аутсорсинг успішно застосовується для підвищення якості на кожному етапі ланцюжка створення вартості.
У сучасному світі бізнесу багато західноєвропейських компаній роблять вибір на користь передачі всіх або частини процесів на виконання в країни Східної Європи з метою скорочення витрат і збільшення рівня конкурентоспроможності.
Ще один важливий висновок, зроблений Ernst & Young, полягає в тім, що більшість опитаних вважають слабку комунікацію між клієнтом і офшорним партнером основною перешкодою ефективного співробітництва в сфері аутсорсингу.